# Camélia Jordana
Camélia Jordana, wł. Camélia Jordana Riad-Aliouane (ur. 15 września 1992 roku w La Londe-les-Maures) – francuska aktorka i piosenkarka POP pochodzenia algierskiego.
Laureatka Césara za rolę Neïli Salah w filmie Z pasją z 2017 roku, a także Victoires de la Musique za album Lost z 2018 roku.
Jej ojciec Hachemi jest Kabylem, zaś matka Zolikha pochodzi z Oranu.

## Życiorys

### Kariera wokalna

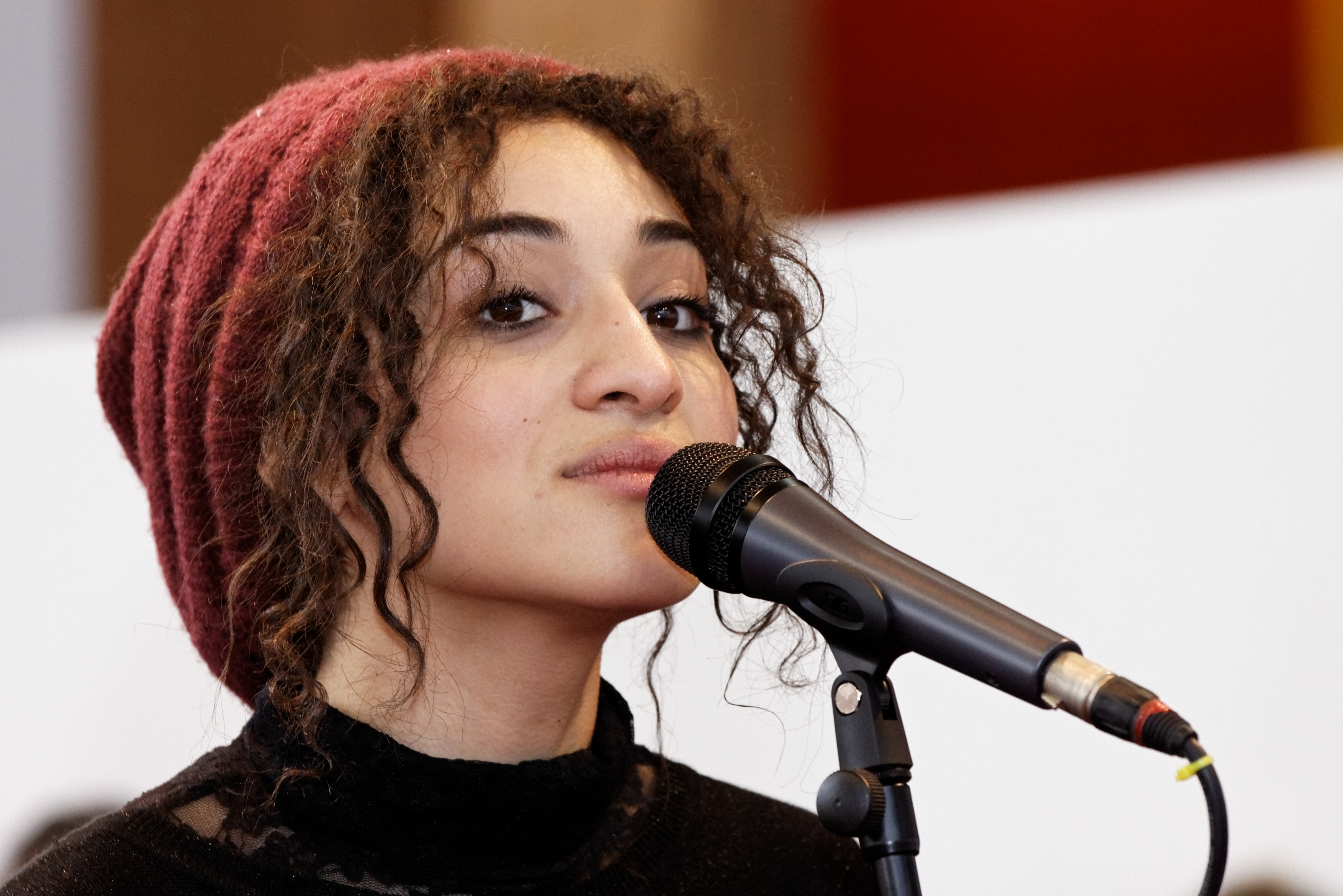
Camélia Jordana podczas koncertu na Livre Paris w 2012 roku

Karierę muzyczną rozpoczęła w 2010 roku od wydania singli Non non non i Calamity Jane oraz albumu Camélia Jordana nakładem Sony Music. W 2014 roku wydała singiel Dans La Peau, a następnie album pod tym samym tytułem. W 2016 roku nagrała wraz z Hugh Coltmanem minialbum pt. Untouchable / Between The Bars. Jej najnowsza płyta Lost pochodzi z 2018 roku. W lutym 2019 roku odebrała za niego Victoires de la Musique, najbardziej prestiżową nagrodę muzyczną we Francji. W 2018 roku wydała singiel Holidays Are Coming (wspólnie z The Kingdom Choir i Namiką), a w 2019 r. Rendez-Vous wraz z Charliem Winstonem.

#### Dyskografia

##### Albumy
- Camélia Jordana (2010, Sony Music, Jive/Epic)
- Dans La Peau (2014, Sony Music, Jive/Epic)
- Lost (2018, Sony Music, Arista)

#### Single i minialbumy
- Non Non Non (2010, Sony Music)
- Calamity Jane (2010, Sony Music, Jive/Epic)
- Je Ne T'Ai Jamais Aimé ft.  Babx (2013, Cinq 7, Wagram Music)
- Dans La Peau (2014, Sony Music, Jive/Epic)
- Untouchable / Between The Bars ft. Hugh Coltman (2016, Radio France)
- Holidays Are Coming ft. The Kingdom Choir i Namika (2018, The Coca-Cola Company, Sony Music)
- Rendez-Vous ft. Charlie Winston (2019, Afishant Records)[6]

### Kariera filmowa
Zadebiutowała w filmie postacią Mélanie w La stratégie de la poussette z 2012 roku. Jej najważniejszą rolą jak do tej pory jest postać Neïli Salah w filmie Z pasją w reżyserii Yvana Attala z 2017 roku, gdzie zagrała u boku Daniela Auteuil. Podczas 43. ceremonii wręczenia Cezarów otrzymała za nią nagrodę dla najbardziej obiecującej aktorki. Była też nominowana do nagrody Lumière w tej samej kategorii.
Oprócz aktorstwa, Camélia Jordana wykonuje utwory na ścieżki dźwiękowe do filmów.

#### Filmografia

##### Jako aktorka

###### Filmy fabularne
- 2012: La stratégie de la poussette – jako Mélanie
- 2013: Les mauvaises têtes jako Fanny (telewizyjny)
- 2014: Ludzie ptaki jako Leila
- 2015: Jestem do usług jako Kenza
- 2015: Wszyscy albo nikt jako Maryam
- 2016: La fine équipe jako Salima
- 2017: Cherchez la femme jako Leila
- 2017: Z pasją jako Neïla Salah
- 2018: Chacun pour tous jako Julia
- 2019: Curiosa. Sztuka uwodzenia jako Zohra
- 2019: La nuit venue jako Naomi
- 2019: Soeurs d'armes jako Kenza
- 2020: Jedno się mówi, drugie się robi jako Daphné
- 2020: Parents d'élèves

###### Miniseriale
- 2015: Złodzieje diamentów jako Samira (odc. 1-3, 6)

###### Filmy krótkometrażowe
- 2013: Ta main jako Natasha
- 2015: L'heureuse élue jako Djemila
- 2018: Tumultueuses jako Jade

#### Soundtrack
- 2012: La stratégie de la poussett
- 2013: Piaf: Hymnes à la môme (serial)
- 2014: Wakacje Mikołajka
- 2017: Hier encore (serial)
- 2017: Nasz najlepszy rok
- 2019: Victoires de la musique[7]